# Unione Sportiva Avellino 1957-1958
Questa pagina raccoglie le informazioni riguardanti l'Unione Sportiva Avellino nelle competizioni ufficiali della stagione 1957-1958.

## Rosa
| N. |                   | Ruolo | Calciatore\|           |
| -- | ----------------- | ----- | ---------------------- |
|    | Italia (bandiera) | P     | Egidio Cattaneo        |
|    | Italia (bandiera) | P     | Lorenzo Pastorelli     |
|    | Italia (bandiera) | D     | Mario Colombo          |
|    | Italia (bandiera) | D     | Germano Da Dalto       |
|    | Italia (bandiera) | D     | Luigi De Falco         |
|    | Italia (bandiera) | D     | Egidio Foletto         |
|    | Italia (bandiera) | D     | Angelo Guerriero       |
|    | Italia (bandiera) | D     | Eugenio Mauri          |
|    | Italia (bandiera) | D     | Ennio Spinato          |
|    | Italia (bandiera) | D     | Benito Zanellato       |
|    | Italia (bandiera) | C     | Italo Artina           |
|    | Italia (bandiera) | C     | Armo Agosto (capitano) |
|    | Italia (bandiera) | C     | Marcello Alberici      |
|    | Italia (bandiera) | C     | Gianni Fida            |

| N. |                   | Ruolo | Calciatore            |
| -- | ----------------- | ----- | --------------------- |
|    | Italia (bandiera) | C     | Giovannini            |
|    | Italia (bandiera) | C     | Benito Narducci       |
|    | Italia (bandiera) | C     | Francesco Romeo       |
|    | Italia (bandiera) | A     | Vincenzo Assanti      |
|    | Italia (bandiera) | A     | Luciano Bandoli       |
|    | Italia (bandiera) | A     | Sergio Borghi         |
|    | Italia (bandiera) | A     | Forte                 |
|    | Italia (bandiera) | A     | Francesco Passariello |
|    | Italia (bandiera) |       | Carlo Basile          |
|    | Italia (bandiera) |       | Califano              |
|    | Italia (bandiera) |       | Guido Cordiale        |
|    | Italia (bandiera) |       | Alfonso Di Fede       |
|    | Italia (bandiera) |       | Sergio Grappone       |

## Calciomercato

### Sessione estiva
| Acquisti | Acquisti              | Acquisti    | Acquisti          |
| R.       | Nome                  | da          | Modalità          |
| -------- | --------------------- | ----------- | ----------------- |
| P        | Egidio Cattaneo       | Salernitana | definitivo        |
| D        | Mario Colombo         | Orbetello   | definitivo        |
| D        | Egidio Foletto        | Ragusa      | definitivo        |
| D        | Angelo Guerriero      | Altavilla   | definitivo        |
| D        | Eugenio Mauri         | Gallaratese | definitivo        |
| D        | Ennio Spinato         | Frosinone   | definitivo        |
| C        | Italo Artina          | Atalanta    | prestito militare |
| C        | Gianni Fida           | Salernitana | definitivo        |
| C        | Benito Narducci       | Piacenza    | definitivo        |
| C        | Francesco Romeo       | Messina     | definitivo        |
| A        | Giovanni Bandoli      | Perugia     | definitivo        |
| A        | Sergio Borghi         | Novara      | definitivo        |
| A        | Francesco Passariello | Pomigliano  | definitivo        |

| Cessioni | Cessioni              | Cessioni    | Cessioni   |
| R.       | Nome                  | a           | Modalità   |
| -------- | --------------------- | ----------- | ---------- |
| A        | Ferdinando Del Gaudio | Salernitana | definitivo |